# Micropterix zangheriella
Micropterix zangheriella là một loài bướm đêm thuộc họ Micropterigidae. Nó được Heath miêu tả năm 1963. Nó là loài duy nhất được tìm thấy ở miền bắc Apennines và cũng chỉ được tìm thấy ở Emilia Romagna.
Chiều dài cánh trước là 3,85 mm đối với con đực và 4,3–5 mm đối với con cái.